# Matsumura
Matsumura ( Japans: 松村 ) is een Japanse (achter)naam. Belangrijke personen met de achternaam zijn onder anderen:
- Matsumura Goshun (松村 呉春, 1752–1811), Japanse schilder
- Jinzō Matsumura (松村 任三, 1856–1928), Japanse botanicus
- Shōnen Matsumura (松村 松年, 1872–1960), Japanse entomoloog
  - Myrmarachne formosana (Matsumura), spinnensoort vernoemd naar Shōnen Matsumura
- Sokon Matsumura (松村 宗棍), Japanse karateka
- Teizo Matsumura (松村 禎三, 1929–2007), Japanse componist en dichter